# مسابقة الأغنية الأوروبية 1998
مسابقة الأغنية الأوروبية 1998 هي النسخة ال43 من مسابقة الأغنية الأوروبية، أقيمت في 9 مايو 1998 بمدينة برمنغهام، المملكة المتحدة. شاركت 25 دولة في المسابقة وحصلت إسرائيل على المركز الأول بأغنية ديفا للمغنية دانا إنترناشيونال.

## روابط خارجية
- الموقع الرسمي